# カール16世グスタフ (スウェーデン王)
カール16世グスタフ（スウェーデン語: Carl XVI Gustaf、カール・グスタフ・フォルケ・フーベルトゥス・ベルナドッテ、スウェーデン語: Carl Gustaf Folke Hubertus Bernadotte、1946年4月30日 - ）は、ベルナドッテ王朝第7代のスウェーデン国王（在位：1973年9月15日 - ）。

## 経歴

### 出生

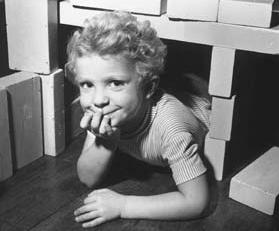
幼少期のカール・グスタフ

スウェーデン前国王グスタフ6世アドルフの長男グスタフ・アドルフと、ザクセン＝コーブルク＝ゴータ公カール・エドゥアルトの娘シビラの第五子（長男）として誕生した。
1946年6月7日に王立教会でウプサラ大司教であるアーリン・エイデムによって洗礼を受け、「イェムトランド公」の称号を与えられ、デンマーク王太子夫妻、ノルウェー王太子オーラヴ、オランダ王太子ユリアナ、国王グスタフ5世、フリードリヒ・ヨシアス、王太子夫妻、フォルケ・ベルナドッテ、マリア・ベルナドッテが代父母となった。

### 王太孫時代
1947年1月26日、父グスタフ・アドルフが飛行機事故で薨去したため、祖父に次いで王位継承権第2位となった。1950年にグスタフ6世アドルフが高齢で国王に即位した時、王位継承権者であるカール・グスタフはまだ4歳の幼児だった為、グスタフ6世アドルフを最後に君主制を廃止することが議会で議論された。しかし共和制への移行は否決され、正式にカール・グスタフが王太孫となる事が決まった。
高校卒業後は、スウェーデン軍において2年半にわたって教育を受け、1968年にスウェーデン陸海空軍大尉に任官された。その後は、ウプサラ大学とストックホルム大学において、歴史学、社会学、政治学、税法を学んだ。
大学での教育を修了した後は、将来の国王としての役割を果たす事に備える為、裁判所制度や社会団体、労働組合、業界団体など幅広い分野への研究に従事し、特に議会や行政、外交に関する研究には非常に熱心に取り組んでいた。
他にも、国際連合や国際開発協力庁におけるスウェーデン代表の一員として過ごしたほか、ロンドンでは銀行やスウェーデン大使館、フランスでは自国の商工会議所やアルファ・ラバルの現地法人の工場などで体験就労を行った。

### 即位
1973年9月15日に祖父の後を継いで国王となり、4日後の9月19日にストックホルムの王宮で即位式が執り行われた。翌年のスウェーデン憲法改正ですべての統治権力を喪失し、儀礼的な国家元首の地位となった。

### 性風俗店通いスキャンダル疑惑
2010年11月、カール・グスタフが不倫や性風俗店に出入りしていたとする内容の暴露本“Carl XVI Gustaf – Den motvillige monarken”（カール16世グスタフ－嫌らしい君主）が出版され騒動となったが、プライバシー重視の国柄もあって騒ぎは一段落していた。
しかし2011年5月、証拠とされる裸の女性2人と一緒に撮影した写真をユーゴスラビア出身のギャング、ミレ・マルコヴィッチを仲介して買い取ろうとしたことが発覚してスキャンダルが再燃。カール・グスタフ本人は、性風俗店への出入りともみ消し工作への関与を否定し、「退位するつもりはない」と表明した。これにより、地元メディアでは「国王の信頼は失墜した」として退位を求める論調を出し、2011年半ばによる世論調査ではスキャンダル再燃前と比較して国王支持派は64%から44%に減少した。
2011年12月、スウェーデンの大衆紙・エクスプレッセンが、証拠とされる写真は1976年にシルヴィア王妃とともにテレビ番組に出演する国王の画像から盗用し性風俗店内の裸の女性の写真にデジタル修正を施したと証明し、マルコヴィッチは以前にもセレブを強請するためにこれと似た行為をした事があると報じた。
スウェーデンの法律では売春は合法となっているが、買春は違法となっている。

### 新型コロナウイルス感染
2021年、新型コロナウイルス感染症の拡大に伴い、コロナワクチンの接種を3回（ブースターショットも含む）受けたが、2022年1月、シルビア王妃とともにコロナウイルスに感染して発症。王室は感染に関して「夫妻の症状は軽微で、健康状態は良い」と発表している。

## 人物

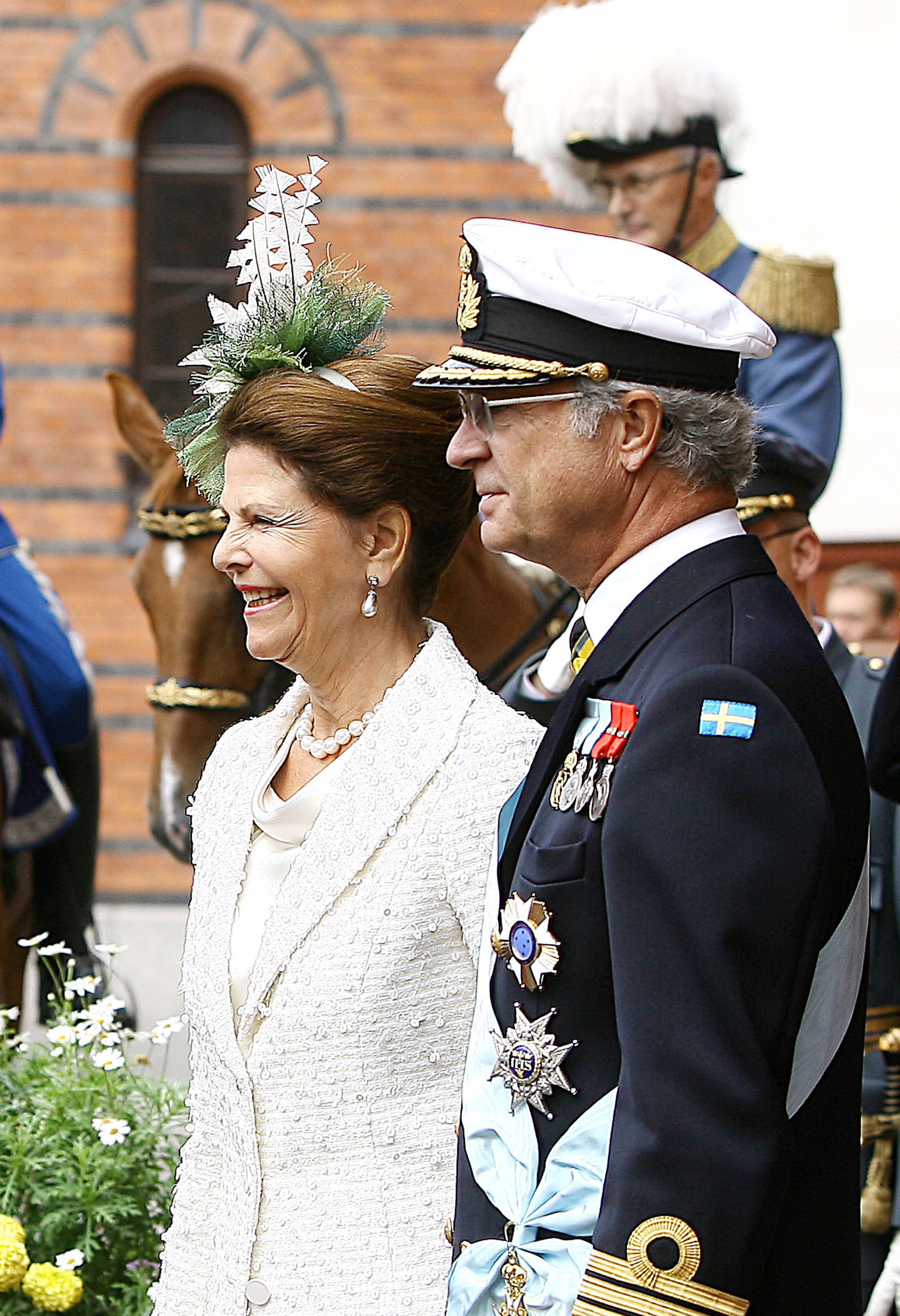
カール16世グスタフ夫妻

- 長年、ディスレクシアを抱えているのではないかとの噂が流れていた。とあるジャーナリストは、国王が継承文書に署名する際、自身の名前を誤って綴った事と、1973年にファールンの銅山を訪問し、岩壁に署名をする際に、自身の名前を“Cal Gustf”と書いた事に言及した。これらの事に関しては、シルヴィア王妃が1997年に出演したテレビ番組のインタビューの中で正式に認めている。同時に、夫妻の子女達も軽度のディスレクシアを抱えている事も公表している。
- 1975年6月25日から1977年2月9日までの間、イギリス海軍の名誉元帥を務めていた事がある。
- 毎年開かれるノーベル賞やポーラー音楽賞の授与式では、プレゼンターとしての役割を務めている。
- 大変なスポーツ好きで、オリンピックやノルディックスキー世界選手権など頻繁にスウェーデンチームの応援に駆けつける事で知られている。
- 自動車にも深い造詣があり、複数のポルシェ・911のほか多数の車を保有している。ちなみに、結婚前の夫妻が最初にマスコミによってスクープされた写真は、2人でポルシェ・911の座席に座っているところだった。
- 2005年の夏に、ノーショーピングで自身が運転する車が事故に巻き込まれ、軽傷を負ったことがある。
- 日本への訪問は16回を数え、皇室との親交も深い。初訪問は王太孫時代の1970年、日本万国博覧会を視察した[10]。即位後1980年に国賓として訪問[11]。1989年2月、シルヴィア王妃とともに昭和天皇の大喪の礼に参列。1990年には2度訪問し、3月には旭川国際バーサースキー大会出席、11月にはシルヴィア王妃とともに明仁天皇の即位礼正殿の儀に参列した。2007年3月25日にシルヴィア王妃とともに国賓として訪問し、翌3月26日には明仁天皇・美智子皇后との晩餐会に臨み、国立科学博物館や太田記念美術館、ソニーの本社などを視察したほか、川越市や長崎市を訪れた。2018年4月には日本スウェーデン国交樹立150周年記念行事のため公式実務賓客として訪問した[12][13]。2019年10月にはヴィクトリア王太女とともに徳仁天皇の即位礼正殿の儀に参列した[14]。
- 移民に対する偏見や迫害が深刻な社会問題となった際は、年末のテレビ演説の中で、現王室のベルナドッテ家がフランスの出身であることに触れ、「私も移民の子孫ですよ」と語り、問題の沈静化に一役買った。
- 2010年11月、カール・グスタフの性風俗店通いや、1990年代にダンスミュージックグループ“Army of Lovers”の創設メンバーである歌手カミラ・ヘネマークとの不倫疑惑を指摘する本がスウェーデンにて出版されたが[2]、本の情報源の信頼性・正確性への疑問やプライバシーを重視する国民性により[15]、いずれの疑惑もデマにずぎないとみなされている（性風俗店通い疑惑は後にスキャンダルが再燃したが、無実であると証明できた）。
- 1980年王位継承法（英語版）による長子相続制についてはかなり強い反対意見を持つ。1980年当時のインタビューの際、カール16世は「息子カール・フィリップを継承者にしたい」「大部分のスウェーデン人は男王が王位を継ぐことを望んでいると確信する」と述べており、王室の広報担当は2003年にもカール16世が1980年王位継承法に批判的であると認めている。ただし、反対理由を同法が遡及適用されるためだとし、現状に満足しているとも述べている[16]。
- 父グスタフ・アドルフ王子の死については7歳になるまでに知らず、2005年の演説でこの事に対する気持ちを表明した。

## 家族
即位前年の1972年、ミュンヘンオリンピック観戦の際、現地でカール・グスタフ王太孫の世話を担当したのがジルフィア・ゾマラート（母方はブラジル人）、すなわちシルヴィア王妃だった。これをきっかけに交際が始まったが、当初は年上でドイツ人の一般市民ということもあり、結婚にこぎつけるのは大変なことであった。
1976年3月12日に婚約を発表、3か月後の6月19日に2人は晴れて結婚する事となった。この日の披露宴では、スウェーデンを代表するポップ・グループ“ABBA”のメンバーも参列し、新曲だった『ダンシング・クイーン』を初演奏した。この曲は翌年、世界的な大ヒット曲となる。
1982年には、公邸をストックホルム郊外のドロットニングホルム宮殿に移し、それまで住んでいたストックホルム宮殿は公務の場とする事となった。
また夫妻は、次の1男2女をもうけた。
- ヴィクトリア（1977年 - ）王太子
- カール・フィリップ（1979年 - ）
- マデレーン（1982年 - ）

1980年1月1日からは、長子相続制に基づいて、ヨーロッパでは初めて男女にかかわらず最初に出生した子供に法定推定相続人の権利が与えられることとなり、2019年現在の王位継承順位第1位は長女のヴィクトリア王太子であり、1979年12月31日まで王太子であった長男のカール・フィリップ王子は第4位となった（第2位・第3位はそれぞれヴィクトリア王太子の子であるエステル王女とオスカル王子）。

## 系譜
| カール16世グスタフ (スウェーデン王) | 父: グスタフ・アドルフ (ヴェステルボッテン公)    | 祖父: グスタフ6世アドルフ (スウェーデン王)                                                                       | 曾祖父: グスタフ5世 (スウェーデン王)                                                                            |
| カール16世グスタフ (スウェーデン王) | 父: グスタフ・アドルフ (ヴェステルボッテン公)    | 祖父: グスタフ6世アドルフ (スウェーデン王)                                                                       | 曾祖母: ヴィクトリア・フォン・バーデン                                                                          |
| カール16世グスタフ (スウェーデン王) | 父: グスタフ・アドルフ (ヴェステルボッテン公)    | 祖母: マーガレット・オブ・コノート                                                                               | 曾祖父: アーサー (コノート公)                                                                                   |
| カール16世グスタフ (スウェーデン王) | 父: グスタフ・アドルフ (ヴェステルボッテン公)    | 祖母: マーガレット・オブ・コノート                                                                               | 曾祖母: ルイーゼ・マルガレーテ・フォン・プロイセン                                                              |
| カール16世グスタフ (スウェーデン王) | 母: ジビラ・フォン・ザクセン＝コーブルク＝ゴータ | 祖父: カール・エドゥアルト (ザクセン＝コーブルク＝ゴータ公)                                                      | 曾祖父: レオポルド (オールバニ公)                                                                               |
| カール16世グスタフ (スウェーデン王) | 母: ジビラ・フォン・ザクセン＝コーブルク＝ゴータ | 祖父: カール・エドゥアルト (ザクセン＝コーブルク＝ゴータ公)                                                      | 曾祖母: ヘレーネ・フリーデリケ・アウグスタ・フォン・ヴァルデック＝ピルモント                                    |
| カール16世グスタフ (スウェーデン王) | 母: ジビラ・フォン・ザクセン＝コーブルク＝ゴータ | 祖母: ヴィクトリア・アーデルハイト・フォン・シュレースヴィヒ＝ホルシュタイン＝ゾンダーブルク＝グリュックスブルク | 曾祖父: フリードリヒ・フェルディナント (シュレースヴィヒ＝ホルシュタイン＝ゾンダーブルク＝グリュックスブルク公) |
| カール16世グスタフ (スウェーデン王) | 母: ジビラ・フォン・ザクセン＝コーブルク＝ゴータ | 祖母: ヴィクトリア・アーデルハイト・フォン・シュレースヴィヒ＝ホルシュタイン＝ゾンダーブルク＝グリュックスブルク | 曾祖母: カロリーネ・マティルデ・フォン・シュレースヴィヒ＝ホルシュタイン＝ゾンダーブルク＝アウグステンブルク    |